# Hydrotaea scambus
Hydrotaea scambus är en tvåvingeart som först beskrevs av Zetterstedt 1838.  Hydrotaea scambus ingår i släktet Hydrotaea och familjen husflugor. Arten är reproducerande i Sverige. Inga underarter finns listade i Catalogue of Life.